# New York Film Critics Circle Awards 2006
Na 72. ročníku udílení cen New York Film Critics Circle Awards byly předány ceny v těchto kategoriích dne 7. ledna 2007. 

## Vítězové
Nejlepší film:
1. Let číslo 93

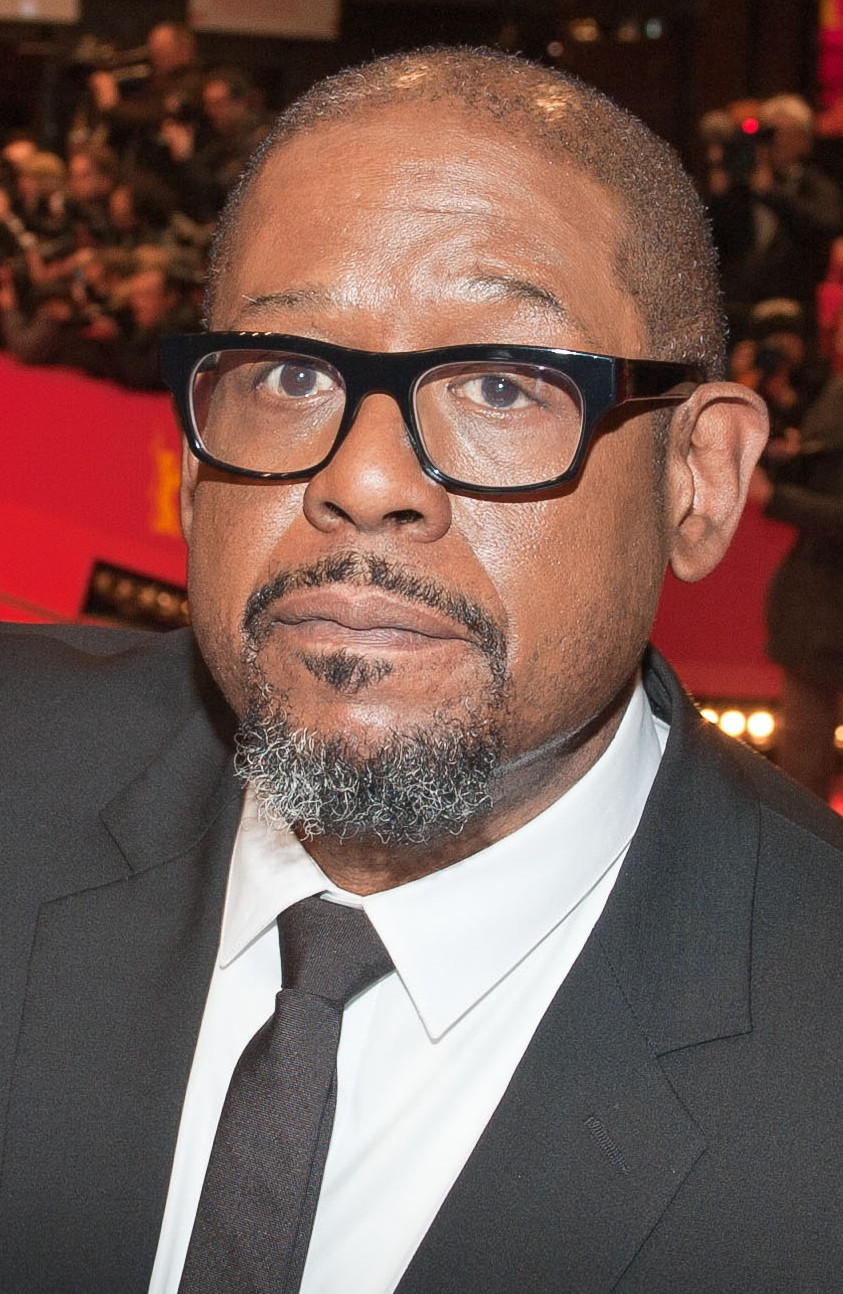
Forest Whitaker, vítěz v kategorii nejlepší mužský herecký výkon v hlavní roli

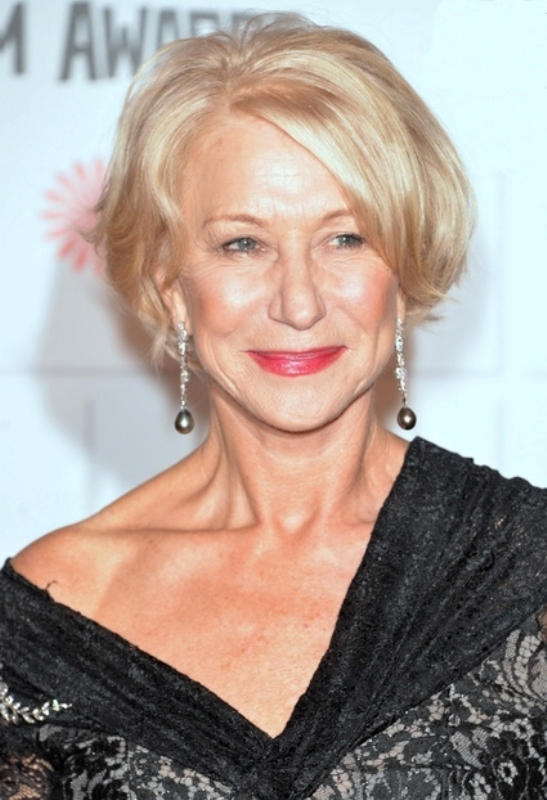
Helen Mirren, vítězka v kategorii nejlepší ženský herecký výkon v hlavní roli

2. Královna a Skrytá identita (remíza)

Nejlepší režisér:
1. Martin Scorsese – Skrytá identita
2. Clint Eastwood – Dopisy z Iwo Jimy a Stephen Frears – Královna

Nejlepší scénář:
1. Peter Morgan – Královna
2. Michael Arndt – Malá Miss Sunshine a William Monahan – Skrytá identita (remíza)

Nejlepší mužský herecký výkon v hlavní roli:
1. Forest Whitaker – Poslední skotský král
2. Sacha Baron Cohen – Borat a Ryan Gosling – Half Nelson (remíza)

Nejlepší ženský herecký výkon v hlavní roli:
1. Helen Mirren – Královna
2. Judi Dench – Zápisky o skandálu a Meryl Streep – Ďábel nosí Pradu (remíza)

Nejlepší mužský herecký výkon ve vedlejší roli:
1. Jackie Earle Haley – Jako malé děti
2. Eddie Murphy – Dreamgirls a Steve Carell – Malá Miss Sunshine (remíza)

Nejlepší ženský herecký výkon ve vedlejší roli:
1. Jennifer Hudson – Dreamgirls
2. Shareeka Epps – Half Nelson a Catherine O'Hara – Nominace na Oscara (remíza)

Nejlepší kamera:
1. Guillermo Navarro – Faunův labyrint
2. Emmanuel Lubezki – Potomci lidí a Xiaoding Zhao – Kletba zlatého květu (remíza)

Nejlepší dokument:
1. Chraň nás od zlého
2. 49 Up, Borat a Nepříjemná pravda (remíza)

Nejlepší animovaný film:
1. Happy Feet
2. Auta a Temný obraz (remíza)

Nejlepší cizojazyčný film:
1. Armáda stínů (Francie/Itálie)
2. Volver (Španělsko) a Smrt pana Lazaresca (Rumunsko) (remíza)

Nejlepší první film
1. Ryan Fleck – Half Nelson
2. Jonathan Dayton a Valerie Faris – Malá Miss Sunshine a Dito Montiel – Průvodce k rozpoznání tvých svatých (remíza)